# Robert Fico
Robert Fico  [ˈfitsɔ] (født 15. september 1964 i Topoľčany i Nitra-regionen) er en slovakisk socialdemokratisk politiker, der har været Slovakiets premierminister siden 25. oktober 2023. Han var tidligere også premierminister fra 2006 til 2010 og fra 2012 til 2018. Fico har været leder af partiet Smer – Sociálna demokracia (Retning – Socialdemokrati) siden det blev stiftet i 1999.
Fico blev valgt til Slovakiets parlament første gang i 1992, da Slovakiet stadig var en del af Tjekkoslovakiet. Efter sit partis sejr ved parlamentsvalget i 2006 dannede han den første Fico-regering. Efter parlamentsvalget i 2010 sad Fico som oppositionsmedlem i parlamentet, i praksis som leder af oppositionen. Efter et mistillidsvotum mod Iveta Radičovás regering blev Fico igen premierminister, efter at han havde ført Smer til en jordskredssejr ved parlamentsvalget i 2012, hvor han vandt 83 pladser og dannede en regering med absolut flertal i parlamentet, hvilket var første gang siden 1989. I 2013 erklærede Fico officielt sit kandidatur til præsidentvalget i 2014. Fico tabte valget til sin politiske rival Andrej Kiska i anden valgrunde 29. marts 2014.
15. marts 2018, i kølvandet på den politiske krise efter mordet på Ján Kuciak, indgav Fico sin afskedsbegæring til præsident Andrej Kiska, som derefter formelt gav vicepremierminister Peter Pellegrini ansvaret for at danne en ny regering.
Ficos parti, Smer – Sociálna demokracia (Smer-SD) fik flest stemmer ved parlamentsvalget i 2023 med 22,95 % af stemmerne og 42 mandater. 11. oktober blev der aftalt en 3-parti koalitionsregering mellem det venstreorienterede og nationalistiske Smer-FD, centrumvenstrepartiet Hlas og det nationalistiske SNS. Regeringen, som er Ficos fjerde regering, tiltrådte 25. oktober 2023.
Fico havde på forhånd lovet at stoppe al militærhjælp til Ukraine i den russisk-ukrainske krig og begynde fredsforhandlinger. Han indfriede løftet dagen efter sin tiltræden som premierminister, hvor Slovakiet stoppede sin militærhjælp til Ukraine.
Efter et regeringsmøde d. 15. maj 2024 i byen Handlová blev Robert Fico ramt af mellem tre og fem pistolskud, og Fico var i livstruende tilstand.

## Privatliv
Robert Fico er gift med Svetlana Ficová (født Svobodová), en advokat og lektor fra Žilina. De var klassekammerater, mens de begge studerede jura på Comenius-universitetet i Bratislava, og de giftede sig i 1988. De har en søn sammen. Ud over sit modersmål slovakisk taler Fico flydende tjekkisk, engelsk og russisk.

### Attentat
Efter et regeringsmøde d. 15. maj 2024 i byen Handlová blev Robert Fico ramt af mellem tre og fem pistolskud, og Fico var i livstruende tilstand. Ifølge slovakiske medier var det en 71-årig mand, der stod bag attentatforsøget, og ifølge Slovakiets indenrigsminister, Matúš Šutaj-Eštok, indikerer omstændighederne, at mordforsøget var politisk motiveret. På et pressemøde udtalte slovakiets præsident Zuzana Čaputová, at vold ikke kan accepteres i demokrati, men hun bemærker samtidig, at det så kort efter angrebet er for tidligt med konklusioner.
Attentatforsøget har givet anledning til støtte fra en lang række statsledere. I en pressemeddelelse fra Det Hvide Hus i USA lyder det, at præsident Joe Biden fordømmer voldshandlingen og tilbyder sin støtte igennem den amerikanske ambassade i landet. I Rusland ønsker præsident Vladimir Putin Fico en "hurtig og fuldstændig bedring" og kalder ham "modig og stærk". Den Ukrainske præsident Volodymyr Zelenskyj udtrykker på Twitter solidaritet med det slovakiske folk, Ungarns premierminister Viktor Orbán kalder det for et afskyeligt angreb på sin ven, og formand for Den Europæiske Kommission, Ursula von der Leyen, har fordømt angrebet og forklaret, at sådanne voldshandlinger underminerer demokratiet.
Slovakiets vicepremierminister Robert Kalinák meddelte 30. juni 2024 at Fico er i gang med genoptræning, men at det forventes at han vil få varige men som følge af attentatet.